# Anthem of the Sun
Anthem of the Sun é o segundo álbum da banda de rock Grateful Dead. Lançado em 1968, é o primeiro álbum a apresentar o segundo baterista Mickey Hart, que se juntou à banda em setembro de 1967. O álbum foi classificado em 288 na lista dos 500 Maiores Álbuns de Todos os Tempos da revista Rolling Stone, nas iterações de 2003 e 2012 da lista.
Foi eleito o número 376 no All Time Top 1000 Albums de Colin Larkin.
O mix do álbum combina vários estúdios e gravações ao vivo de cada música. O resultado é um amálgama experimental que não é um álbum de estúdio nem um álbum ao vivo, mas ambos ao mesmo tempo (embora seja geralmente classificado como um álbum de estúdio).
A descrição do baterista Bill Kreutzmann do processo de produção também descreve a experiência auditiva do álbum: "[...] Jerry [Garcia] e Phil [Lesh] entraram no estúdio com [Dan] Healy e, como cientistas loucos, começaram a unir todas as versões, criando híbridos que continham as faixas do estúdio e várias partes ao vivo, costuradas em shows diferentes, tudo na mesma música — uma capitulação se dissolvia em outra e, às vezes, elas eram empilhadas umas sobre as outras. [...] Foi facilmente o nosso disco mais experimental, foi inovador em sua época e continua sendo uma experiência de audição psicodélica até hoje".

## Paradas musicais
| Críticas profissionais        | Críticas profissionais |
| Avaliações da crítica         | Avaliações da crítica  |
| Fonte                         | Avaliação              |
| ----------------------------- | ---------------------- |
| AllMusic                      | [ 6 ]                  |
| Rolling Stone                 | positiva               |
| Encyclopedia of Popular Music | [ 8 ]                  |

| Parada musical       | Posição |
| -------------------- | ------- |
| Billboard Pop Albums | 87      |